# 1282
سنة 1282 (MCCLXXXII) هي سنة ميلادية بسيطة بدأت يوم الخميس

## أحداث
- بداية ثورة صلاة الغروب الصقلية في 1282 والتي انتهت في 1302.

## مواليد
- لويس الرابع، الإمبراطور الروماني المقدس

## وفيات
- إيزابيلا دي إبيلين
- ابن خلكان
- ميخائيل الثامن باليولوج